# Władysław Woźniewicz
Władysław Woźniewicz (ur. 1933, zm. 4 czerwca 2025) – polski filolog, profesor nauk humanistycznych.

## Życiorys
W 1988 r. uzyskał tytuł profesora nauk humanistycznych. Został pracownikiem naukowym w Collegium Da Vinci w Poznaniu, na Wydziale Humanistycznym Akademii Humanistyczno-Ekonomicznej w Łodzi, w Wyższej Szkole Języków Obcych im. Samuela Bogumiła Lindego w Poznaniu, oraz w Instytucie Filologii Rosyjskiej na Wydziale Neofilologii Uniwersytetu im. Adama Mickiewicza w Poznaniu.
Pochowany został 11 czerwca 2025 na cmentarzu junikowskim w Poznaniu.